# Hark (Unternehmen)
Die Hark GmbH & Co. KG ist ein deutsches Unternehmen im Bereich Kamin- und Kaminofenbau, mit Hauptsitz in Duisburg-Rheinhausen. Das Familienunternehmen wird von Udo Hark geführt, dem Sohn des Unternehmensgründers Werner Hark.

## Geschichte
Am 14. April 1971 gründete Werner Hark das Unternehmen Hark GmbH & Co.KG für die Herstellung und den Verkauf von Kaminen und Kachelöfen.
In der Fertigungshalle des Duisburger Gewerbegebiets Mevissen wurden die Kamine und Kachelöfen in Modulbauweise vorgefertigt und beim Kunden endmontiert. Neben der Fertigung wurde der Versand zentral aus Duisburg gesteuert und die bundesweiten Niederlassungen und Lager mit Waren beliefert.
1985 erfolgte der Kauf eines Kachelwerkes in Ransbach-Baumbach im Westerwald zur eigenen Produktion von Ofenkacheln. Der zur Produktion der Ofenkacheln benötigte Ton wird hier gewonnen und kann am Ort direkt verarbeitet werden.
1990 kaufte HARK ein weiteres Kachelwerk in Wiesau, Bayern zur Erweiterung der eigenen Produktion von Ofenkacheln.
In Berlin-Fredersdorf wurde die erste Verkaufsniederlassung in den neuen Bundesländern eröffnet.
Mit der Gründung der HARK s.r.o begann der Vertrieb der Produkte in Tschechien zunächst über eine eigene Niederlassung in Prag. Anschließend wurde ein flächendeckendes Händlernetz aufgebaut.
Mit der Gründung der HARK Polska Sp.zo.o konnte Vertrieb in Polen aufgenommen werden, zunächst über eine eigene Niederlassung in Warschau, anschließend über ein flächendeckendes Händlernetz.
Im Oktober 2005 wurde das Marmorwerk in Macael, Spanien, übernommen. Mit der Gründung der HARK Marmoles S.L.U. begann der Vertrieb in Spanien und der Aufbau eines flächendeckenden Händlernetzes.
Ende 2016 wurde die HARK Marmoles S.L.U. veräußert und war nicht länger Teil der HARK-Unternehmensgruppe. Die verringerte Nachfrage nach Marmorkaminen war Grund für den Verkauf. 
Anfang 2006 wurde die Produktpalette um das Edelstahlschornstein-System EasyTherm erweitert.
Am 29. Dezember 2006 traten die Söhne Udo Hark als weiterer Geschäftsführer und Michael Hark als Gesellschafter mit in das Unternehmen ein.
HARK führte die mit dem Fraunhofer-Instituten Dresden und Stuttgart entwickelte ECOplus-Technik am Markt ein. Diese Technik reduziert den Holzverbrauch und senkt gleichzeitig den Feinstaubausstoß.

### ECOPLUS
2008 entwickelte das Fraunhofer-Institut Dresden und Stuttgart gemeinsam mit der Firma HARK eine neuartige Technik, durch die der Brennstoffverbrauch eines Kaminofens um bis zu 40 Prozent gesenkt wird. Einen höheren Wirkungsgrad, geringeren Holzverbrauch, sowie Schadstoff-Werte, welche sich weit unter der Norm der 1. Bundesimmissionsverordnung befinden, verspricht die ECOplus genannte Filtertechnologie durch Einsatz von Katalysatoren auf einer Schaumkeramik.
Die Weiterentwicklung des ECOplus Filters ist ein Katalysator, welcher für eine zusätzliche Reduktion der gasförmigen Schadstoffe sorgt. Die Grenzwerte der Bundesimmissionsschutzverordnung von 40 mg/m³ Feinstaub und 1250 mg/m³ Kohlenmonoxid werden durch den Einsatz des Filters und des Katalysators unterboten.

## Auszeichnungen
- 2009: Initiativpreises NRW die Entwicklung der ECOplus-Technologie.[5]
- 2010: Das Feuerraumkonzept ECOplus ward auf der 38. Inventions Geneva in Genf mit einer Goldmedaille ausgezeichnet.[6]